# Lludd
Lludd [ɬiːd], auch Llwydd, ältere Form Nudd, oft verbunden oder vertauscht mit Lludd Llawereint [ɬiːd ɬau'ereint] („Lludd mit der Silberhand“), war eine Sagengestalt in der Walisischen Mythologie. Er gilt als der sagenhafte Gründer Londons (Caer Lludd, Llundain).

## Lludd
Lludd, der Sohn und Nachfolger von König Beli Mawr, ist die Hauptfigur der Erzählung Cyfranc Lludd a Llefelys („Die Geschichte von Lludd und Llefelys“), die später dem Mabinogion zugeordnet wurde, allerdings nicht den ursprünglichen vier Zweigen des Mabinogi zuzurechnen ist. Lludd, der König Britanniens, bittet seinen jüngeren Bruder Llefelys, den König von Frankreich, sein Reich von drei Plagen zu befreien. Diese Sage hat auch in Geoffrey of Monmouths  Historia Regum Britanniae ihren Platz gefunden und gehört zum Kreis der Erzählungen um Beli Mawr. Dessen Kinder sind unter anderem die Söhne Afallach, Lludd und Gwydyon sowie die Tochter Arianrhod.

## Lludd Llawereint
Lludd Llawereint hat in der Erzählung Mal y kavas Kulhwch Olwen („Wie Kulhwch Olwen errungen hat“) Creiddylad zur Tochter, das Vorbild für Shakespeares Cordelia, sein Sohn ist Gwynn ap Nudd (der irische Fionn mac Cumhail).
Die Figur des Lludd ist eng verbunden mit dem irischen Nuada, und damit auch mit dem keltischen Gott Nodons. Nach Birkhan sollte der Name Lludds deshalb eigentlich immer Nudd lauten, doch ist der Grund für die abweichende Form von der keltischen Philologie noch nicht erforscht.